# سیرمابشنیو
سیرمابشنیو (به مجاری:  Szirmabesenyő) یک منطقهٔ مسکونی در مجارستان است که در ناحیه میشکولتس واقع شده‌است. سیرمابشنیو ۱۵٫۷۷ کیلومتر مربع مساحت و ۴٬۶۶۳ نفر جمعیت دارد.